# 福島雅人
福島 雅人（ふくしま まさと、1970年9月22日 - ）は、大阪府出身の元バスケットボール選手・プロバスケットボール指導者である。

## 来歴
洛南高校在学中、インターハイ・ウィンターカップを経験。また、全日本ジュニアにも選出される。
その後は京都産業大学を経て三菱電機に入社。選手として活躍後、1997年現役引退。アシスタントコーチに就任。2002年、ヘッドコーチに昇格。2度のプレーオフ進出に導く。
2006年、三菱電機を退社。同年よりbjリーグに参戦する富山グラウジーズのヘッドコーチに就任。2008年11月退任。
2009-2010シーズンは埼玉ブロンコスのヘッドコーチに就任。同チームにおいてbjリーグ発足後初の外部招聘となる。オフに1シーズン限りで退団。2011年、山形銀行女子バスケットボール部ヘッドコーチに就任。
2020年、山形ワイヴァンズアソシエイトコーチ兼アシスタントコーチ就任。
2021年からトヨタ紡織サンシャインラビッツのアソシエイトコーチ。2022年11月21日付でヘッドコーチ就任。
2024年、ライジングゼファーフクオカのアシスタントコーチに就任。
2025年、ライジングゼファーフクオカのヘッドコーチに就任。